# Lac Tchad
Le lac Tchad est un grand lac endoréique d'eau douce situé à la frontière entre le Niger (au nord-ouest), le Nigeria (au sud-ouest), le Cameroun (au sud) et le Tchad (à l'est). Le bassin hydrographique du lac couvre 7,8 % de la surface du continent, et alimente principalement le lac par le fleuve Chari, frontalier du Cameroun et du Tchad au sud-est.
Le lac abrite une grande diversité d'espèces, dont la prinia aquatique et l'alouette rousse, qui sont presque endémiques à la région. Au sud, la végétation bordant le bassin est majoritairement composée de papyrus, de Phragmites mauritianus et de Vossia cuspidata, tandis que le nord, légèrement plus salé, est bordé de roseau commun et de Typha australis. La salinité du lac reste basse, car les eaux chargées en sel quittent le lac par le sous-sol. Néanmoins, si l'apport hydrique du bassin nord reste faible, la salinité pourrait augmenter, et entraîner la disparition d'espèces.
De faible profondeur, le lac a vu sa superficie divisée par dix depuis 1960 en raison du déficit de pluviosité et de l'augmentation des prélèvements pour l'irrigation. Au cours de son histoire, le lac a déjà connu des phases d'assèchement complet, vers 20000 av. J.-C. et au milieu du XVe siècle. Une telle situation pourrait se reproduire prochainement.
Dans ce contexte d'assèchement du lac, des projets de transfert d'eau depuis le bassin du Congo sont imaginés depuis les années 1930, sans avoir jamais abouti à ce jour. Les derniers projets envisagent un détournement d'une partie de la rivière Oubangui par un canal de plus d'un millier de kilomètres.
Néanmoins, depuis quelques années, les effets du changement climatique ont conduit paradoxalement à accroitre la superficie du lac. En effet, le réchauffement des océans provoque une plus grande évaporation ainsi qu'une plus grande pluviométrie dans la région. Il est ainsi estimé que son niveau a augmenté de 11cm de 2024 à 2025.

## Géographie
Le lac Tchad est un grand lac endoréique d'Afrique (ses eaux ne rejoignent pas l'océan) dont les eaux sont douces, ce qui est rare pour ce type de lac.
Le bassin hydrographique du lac a une surface de 2 380 000 km2 , couvrant 7,8 % de la surface du continent. Le bassin actif a une surface de 967 000 km2.
Le principal apport en eau provient à 90 % du fleuve Chari et de son affluent, le Logone, tous deux ayant leur source dans les montagnes de la République centrafricaine. Le Komadougou Yobé, issu du Nigeria-est, a un débit amoindri par la présence de deux barrages qui ont fait chuter son débit de 7 km3 à 0,45 km3 par an. Bien qu'il ne participe que pour 10% aux eaux du lac, c'est la séparation provoquée en deux bassins, nord et sud, qui rendit précaire l'alimentation du nord. La perte hydrique en aval des barrages a de plus été accentuée par un captage accru des puits.
Jadis l'un des plus grands lacs du monde (au Quaternaire, il s'étend sur plus de 300 000 km2), le lac s'est réduit considérablement pendant les quatre dernières décennies. Dans les années 1960, il couvrait un secteur de plus de 26 000 km2. En 2000, il était tombé à moins de 1 500 km2. Le déficit de pluviosité combiné à une plus grande utilisation des eaux du lac et des rivières pour l'irrigation – la population du bassin a doublé dans l'intervalle, et l'irrigation a quadruplé entre 1983 et 1994 – expliquent ce recul. Sa faible profondeur, qui est au maximum de 7 mètres, le rend fragile et très dépendant des fluctuations saisonnières. La navigation y est désormais impossible.

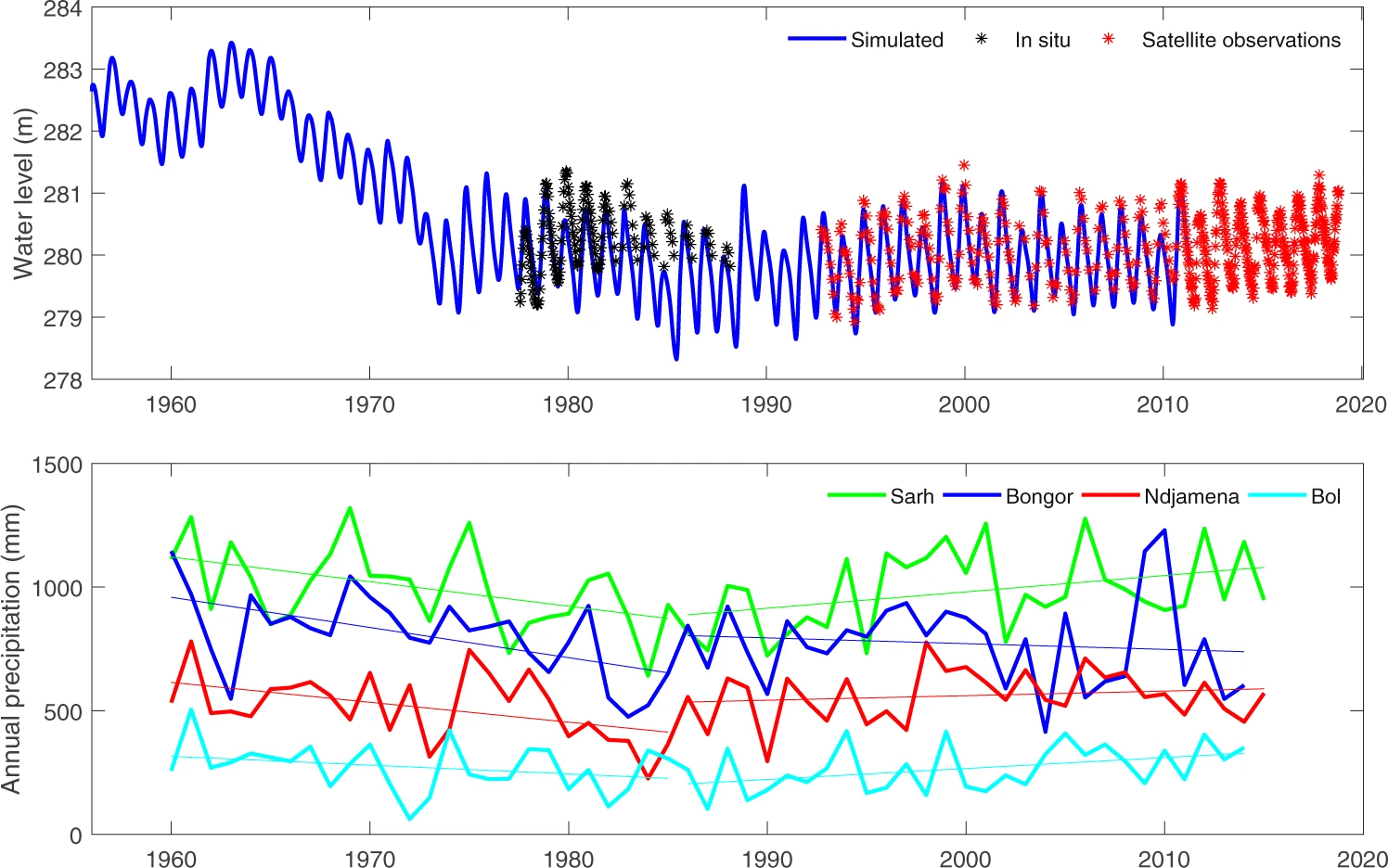
En haut : Altitude expérimentale et modélisée de l'eau sur le bassin sud du lac Tchad. En bas : Précipitations annuelles à quatre stations de mesure dans le bassin du lac Tchad.

À la suite du recul du lac dans les années 1970-1980, les nouvelles terres émergées, encore humides, ont permis d'entreprendre des cultures très productives surtout au sud du lac, côté tchadien. Les terres irriguées représentent 135 000 hectares, dont 100 000 ha au Nigeria. La situation hydrologique, bien que fragile, semble stabilisée. « Le lac Tchad fait toujours face à des menaces majeures et sa variabilité contemporaine sous l'effet du changement climatique reste très incertaine. (…) [Cependant,] au cours des deux dernières décennies, l'étendue du lac Tchad est restée stable, malgré une légère diminution de son bassin nord. De plus, depuis les années 2000, les eaux souterraines, qui contribuent à ~70% du changement annuel de stockage d'eau du lac Tchad, augmentent en raison de l'approvisionnement en eau fourni par ses deux principaux affluents. »
Même s'il demeure encore l'un des plus grands lacs d'Afrique, le lac Tchad est dix fois plus petit qu'il y a cinquante ans : 25 000 km2 en 1964 contre 2 500 km2 en 2004. Un projet de grande envergure, dénommé Transaqua, regroupant le Cameroun, le Nigeria, le Niger, le Tchad, la République centrafricaine et la Libye, doit opérer un transfert des eaux de l'Oubangui, qui prend sa source en République démocratique du Congo, vers le lac, via les fleuves Chari et son affluent Logone. L'opération nécessiterait le creusement d'un canal de 1 350 kilomètres en République centrafricaine. L'opération est loin de faire l'unanimité. Certains craignent ses impacts négatifs sur la biodiversité de l'Oubangui et du bassin du Congo. Par ailleurs, le mauvais état de l'Oubangui dont les eaux baissent dangereusement, plaide en faveur des opposants à Transaqua.
La NASA a financé une étude sur le lac Tchad dans le cadre de son système d'observation de la Terre. Les variations sont suivies par satellite artificiel, afin de prévenir les riverains des modifications attendues. L'agence américaine, qui a mené une étude de simulation climatique sur la région, prédit la disparition du lac à plus ou moins brève échéance.

## Faune et flore
Le bassin versant du lac compte 179 espèces de poissons, le lac lui-même en compte 85.
Il y a de nombreuses îles flottantes sur le lac abritant une grande diversité d'espèces. Parmi ces espèces, se trouvent notamment des éléphants, des hippopotames, des crocodiles ainsi qu'une grande communauté d'oiseaux migrateurs comprenant des combattants variés et de nombreuses espèces de canards. Deux espèces d'oiseaux sont presque endémiques à la région, la prinia aquatique et l'alouette rousse.
La végétation bordant le bassin du sud est majoritairement composée de papyrus, de Phragmites mauritianus et de Vossia cuspidata. Le bassin du nord, légèrement plus salé est bordé de roseau commun et de Typha australis.

## Évolution
Pour un article plus général, voir Assèchement des grands lacs et mers au XXe siècle.

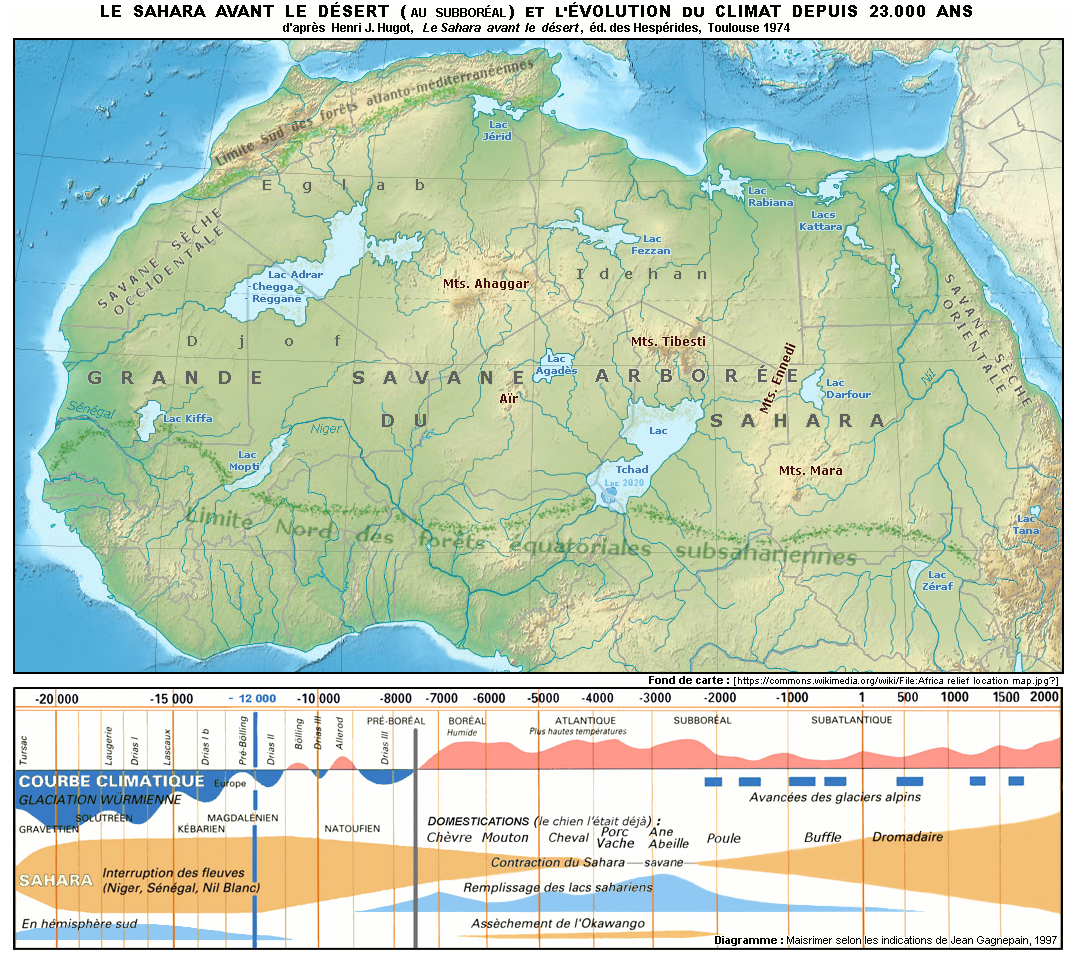
Le Sahara avant l'actuelle phase désertique.

Royaume du Kanem-Bornou vers 1650.

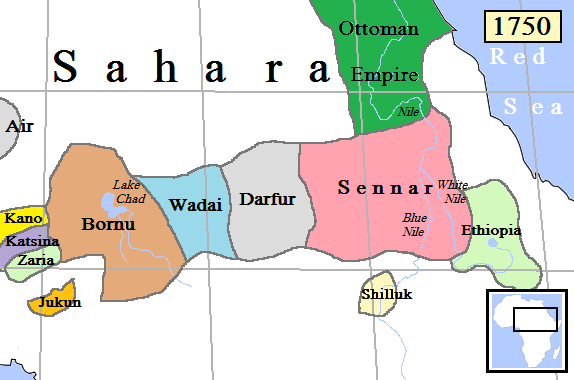
Royaume du Kanem-Bornou et voisins en 1750.

Royaume du Kanem-Bornou en 1810.

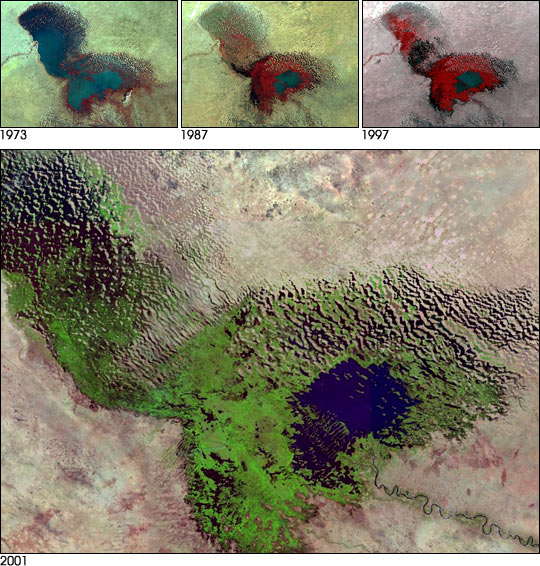
Évolution du lac Tchad de 1973 à 2001 (NASA).

Durant les périodes postglaciaires, le Sahara bénéficia de conditions climatiques beaucoup plus clémentes qu'actuellement et le désert réel était très restreint. Le Sahara était en majeure partie couvert d'une végétation boisée de type méditerranéenne, particulièrement dans les massifs centraux avec autour d'eux de nombreux lacs et des prairies sèches, situation favorable à une faune giboyeuse.
Le lac Tchad est le reste d'une mer intérieure, le paléo-lac Tchad (ou paléo-Tchad). « Le maximum de l’extension
du lac Tchad aurait été enregistré entre 7 000 et 4 500 ans BP. », il fut ainsi le plus grand des quatre paléo-lacs africains, plus grand que l'actuelle mer Caspienne et s'étendait probablement au nord jusqu'à une centaine de kilomètres de Faya-Largeau. À ce moment, la rivière Mayo Kébi était l'exutoire du paléo-lac, le reliant au Niger et à l'océan Atlantique. La présence de lamentins d'Afrique dans les affluents du lac témoigne de cette histoire.

Suivant les alternances des phases humides et des périodes sèches, le lac Tchad s'étend ou se rétracte, mais à partir de 4000 av. J.-C. jusqu'à nos jours, la baisse des eaux est rapide, correspondant à l'installation de l'aridité et à l'avancée du désert. Les variations du lac Tchad témoignent de nombreux changements :
- vers 50000 av. J.-C., le lac couvrait 2 millions de kilomètres carrés[Information douteuse] ;
- vers 20000 av. J.-C., il disparut complètement à cause de l'aridité des tropiques consécutive à l'apogée de la glaciation ;
- vers 9500 av. J.-C. (Xe millénaire av. J.-C.), grossi par les pluies qui tombaient en abondance sur le massif du Tibesti, il a une profondeur de 15 m, avant de revenir à peu près à la situation actuelle vers 9000 av. J.-C. ;
- vers 7000 av. J.-C., il a une profondeur de 38 m, avant de revenir à peu près à la situation actuelle vers 5500 av. J.-C. ;
- vers 4000 av. J.-C., il a une profondeur de 65 m, et finit par couvrir une superficie de plus d'un million de kilomètres carrés, soit plusieurs centaines de fois sa superficie actuelle, avant de revenir à peu près à la situation actuelle vers 2000 av. J.-C. ; le lac était alors une véritable mer intérieure de l'Afrique centrale, mer qui a été asséchée et dont le bassin s'est rempli de sable ;
- vers 1000 av. J.-C., il a une profondeur de 17 m, avant de redescendre à la situation actuelle ;
- au milieu du XVe siècle, le lac est complètement à sec pendant une vingtaine d'années ;
- le niveau du lac est très haut pendant tout le XVIIe siècle (le Bahr el-Ghazal est un cours d'eau permanent à cette période) ;
- le niveau varie fréquemment du début du XVIIIe siècle à nos jours : point bas vers 1770, point haut vers 1810, nouveau point bas vers 1840, nouveau point haut vers 1880 ; en 1908, le lac n'était plus qu'un marécage avec deux petits bassins au nord et au sud, puis son niveau augmente[16] ;
- en 1963 le lac couvre, selon les sources, de 22 903 à 25 000 km2 ;
- en 2001 sa superficie descend à 1 500 km2[17];
- en 2008, ses dimensions sont de 30 km sur 40 km à l'embouchure du fleuve Chari – (Logone) pour une superficie de 2 500 km2. Le lac Tchad couvre moins de 10 % de la surface qu'il occupait dans les années 1960[18].

La récente diminution massive de la superficie du lac est principalement due à des pluies de plus en plus rares, des sécheresses dramatiques (1973, 1984, 2008) et le déboisement. Beaucoup de riverains sont défavorables à sa remise en eau, l'assèchement ayant mis à nu des terres fertiles dont ils tirent de bons revenus.
Le réchauffement climatique a provoqué une augmentation paradoxale de la taille du lac. L'évaporation accrue des océans et les précipitations plus importantes dans la région ont contribué à élever son niveau de 11 cm entre 2024 et 2025. Cette crue constante a des conséquences considérables pour la population locale, notamment pour les éleveurs, dont les troupeaux perdent leurs pâturages. Certaines estimations prévoient que la surface du lac pourrait s'étendre de 30 % d'ici à 2040.

## Climat
Le climat autour du lac est chaud et sec, avec des précipitations très variables – de 94 à 565 mm annuels dont 90 % tombent entre juin et septembre. La rive sud est plus humide que le nord. Bien que l'évaporation soit importante, surtout durant la saison sèche, la salinité du lac n'augmente guère, les eaux les plus chargées en sel quittant le lac par le sous-sol.

## Perspectives

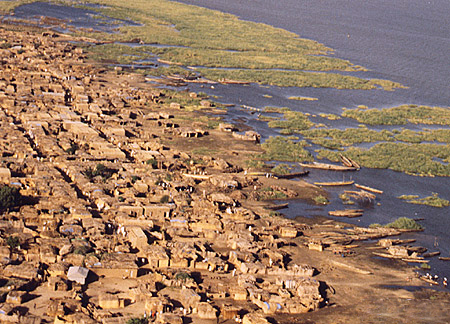
Un village sur la rive du lac Tchad, Cameroun, 1989.

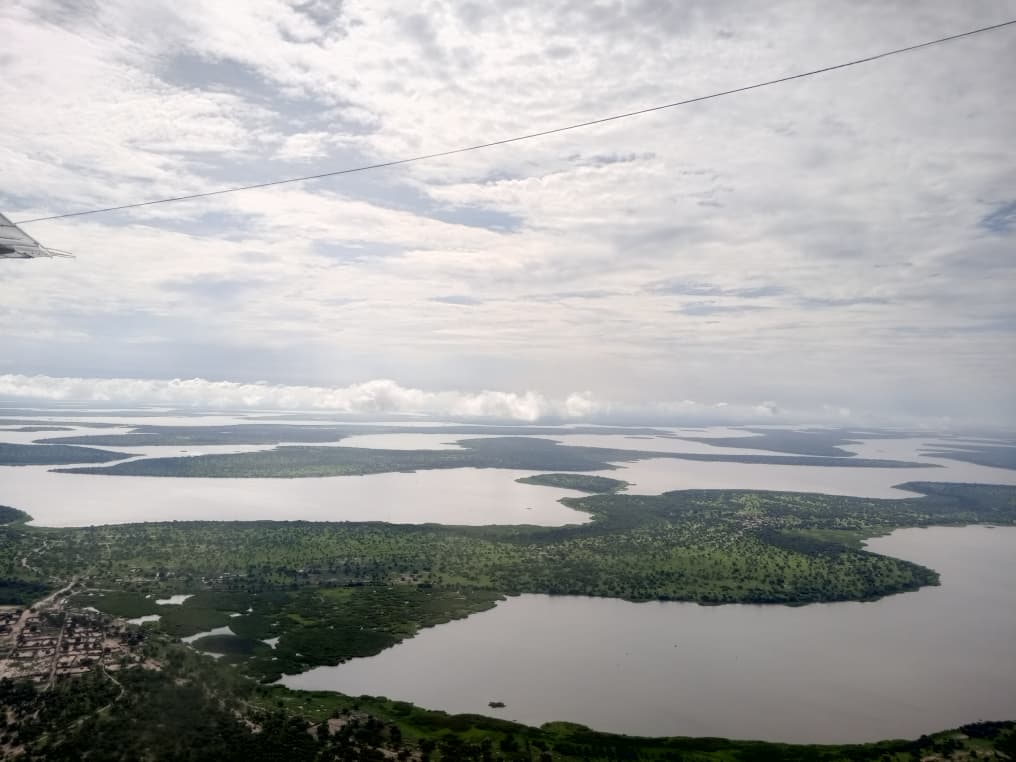
La rive du lac Tchad, Tchad, 2025.

La salinité du bassin nord pourrait augmenter si l'apport hydrique vers ce dernier reste faible, ce qui pourrait causer la disparition de nombreuses espèces végétales et animales, augmentant l'érosion par la suite. La pêche, qui est déjà passée de 243 000 tonnes de 1970-1977 à 56 000 tonnes en 1986-1989, pourrait encore diminuer, privant les riverains d'un revenu substantiel alors que les États du nord du Cameroun et du Nigeria comptent déjà parmi les plus pauvres de leurs pays respectifs. La raréfaction de l'eau potable pourrait enfin augmenter les cas de diarrhée, de choléra et de fièvre typhoïde. Toutefois, la perspective d'un classement du lac Tchad au patrimoine mondial de l'UNESCO pourrait permettre la mise en œuvre d'une politique de préservation par l'ensemble des pays riverains.
Le lac Tchad est reconnu au titre de site Ramsar en 2001 dans ses parties nigérienne et tchadienne, et en 2008 dans ses parties nigériane et camerounaise.

## Projet de transfert d'eau depuis le bassin du Congo
Pour sauver le lac Tchad, un ancien projet a été réactualisé au début du XXIe siècle, celui du Transaqua. Il s'agit d'un projet de transfert d'eau interbassins, au départ de certains affluents du fleuve Congo vers le lac Tchad, et ce par un gigantesque canal qui utiliserait la vallée du fleuve Chari.

### Projet des années 1930
Face au risque d'assèchement du lac dès l'entre-deux-guerres, les autorités coloniales avaient commencé à échafauder un projet de raccordement depuis le Congo, projet baptisé à l'époque « Atlantropa ». Ce projet a finalement été abandonné après la Seconde Guerre mondiale et les décolonisations.

### Projet des années 1980
Au début des années 1980, c'est une société italienne (Bonifica) qui propose un projet de transfert des eaux des fleuves Congo et Oubangui, par un canal de 2 400 km : le projet est baptisé « Transaqua ». Le projet, titanesque et peu fédérateur, ne verra finalement jamais le jour.

### Projet des années 1990
Le projet d'origine formalisé au début des années 1990 prévoyait de barrer les cours de plusieurs rivières importantes du nord-est de la république démocratique du Congo au moyen de barrages de régulation, et de soustraire une partie de leurs débits pour les amener vers un lac artificiel construit sur l'Oubangui en amont de Bangui. De là un canal conduirait ces eaux vers la ligne de partage des eaux entre bassins du Congo et bassin du Chari, à environ 600 mètres d'altitude. Une fois franchi ce seuil, les débits seraient acheminés, toujours par canal, dans le lit du Chari, et finiraient par alimenter le lac Tchad et toute sa région. La longueur totale du canal aurait été d'environ 2 400 kilomètres dont à peu près la moitié dans le bassin du Chari. L'ensemble constituerait en outre une voie navigable internationale importante.
Le volume de prélèvement prévu dans ce premier projet était de l'ordre de 100 milliards de mètres cubes d'eau annuellement, c'est-à-dire environ 3 150 m3 par seconde.
Les travaux prévoyaient de barrer les tributaires de l'Oubangui, de l'Aruwimi, du Lindi et du Lowa, tous affluents de droite du Congo dans le quart nord-est du Congo-Kinshasa et le Sud de la Centrafrique.

### État actuel du projet
Deux projets différents sont actuellement discutés, tous deux prévoyant le transfert d'une partie des eaux de l'Oubangui par un canal de 1 350 kilomètres.
Ces projets nécessitent en préalable l'accord de la république démocratique du Congo et de la république du Congo ; le cours d'eau à détourner (l'Oubangui) prenant sa source en république démocratique du Congo puis formant frontière avec la Centrafrique puis avec la république du Congo. La république du Congo donne son accord en 2005. En revanche, la république démocratique du Congo ne s'est pas encore prononcée officiellement en termes d'accord ou de désaccord vis-à-vis du projet puisque aucune demande officielle ne lui a été formulée concernant le transfert des eaux de l'Oubangui vers le lac Tchad ; elle n'a adhéré au projet qu'en tant qu'observateur en 1994 et en 2007.
En mars 2008, le Nigeria, le Niger et le Tchad ont engagé le financement des études pour transférer une partie des eaux de l'Oubangui,. L'étude de faisabilité, débutée en 2009, nécessite des moyens importants et le Nigeria, puissance pétrolière donc financière de la région, est prêt à y affecter cinq millions de dollars. Les quatre autres pays membre de la Commission du bassin du lac Tchad (CBLT), à savoir le Cameroun, la République centrafricaine, le Niger et le Tchad, contribueront ensemble à hauteur d'un million supplémentaire.
En 2010, un cabinet canadien est commandité par la Commission du bassin du lac Tchad pour réaliser une étude (jamais publiée) sur un scénario moins ambitieux d’un transfert de 6 km3 d’eau par an (contre 100 km3/an pour Transaqua). Le coût évalué demeure exorbitant : 11 milliards d’euros, pour des bénéfices incertains.
En 2014, Romano Prodi, envoyé spécial de l’Organisation des Nations unies pour le Sahel en 2012 et 2013, appelle les membres CBLT à ne plus attendre de nouvelles études. Les 4 et 5 avril 2014 à la conférence de Bologne pour le financement du sauvetage du lac Tchad, les acteurs se sont engagés à la création d'un comité de suivi et d'un comité de scientifique mondial.
Entretemps, des voix se sont élevées contre ce projet qui pourrait comporter des risques environnementaux et surtout sociaux, une population importante vivant désormais dans le lit de l'ancien lac.

## Rôle économique
Son rôle économique est très important, car il doit fournir l'eau à plus de 40 millions de personnes des quatre pays limitrophes : le Tchad, le Cameroun, le Niger et le Nigeria.